# Bandiera del Territorio di Chabarovsk
La bandiera del Kraj di Chabarovsk è di forma rettangolare, con le proporzioni di 2:3, partita in due bande orizzontali di uguali dimensioni bianca e azzurra e caricata al battente di un triangolo isoscele rettangolo di colore verde.

## Simbolismo
I colori rappresentano:
- azzurro: la grande idrografia (fiumi e mari) della regione
- verde: la natura della regione
- bianco: il cielo, la pace, la purezza del pensiero della popolazione